# يونيون برلين

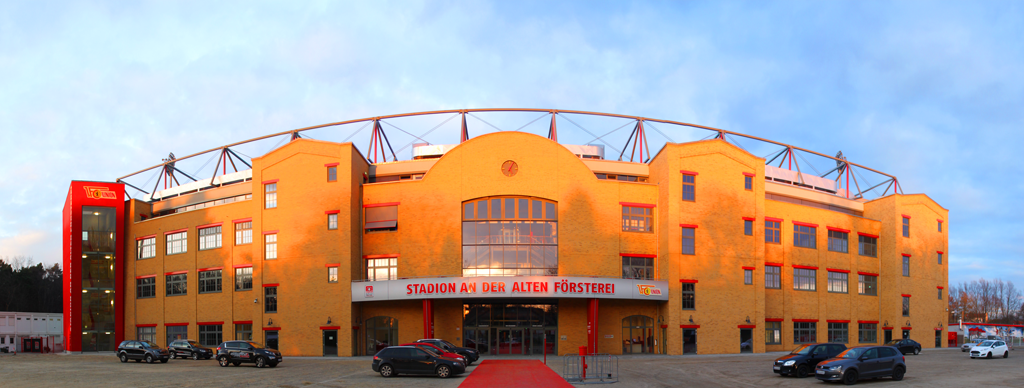
ملعب آلته فورشتراي الخاص بنادي يونيون برلين

نادي اتحاد برلين الأول لكرة القدم (بالألمانية: 1. FC Union Berlin) ويعرف اختصاراً بـيونيون برلين أو أونيون برلين هو نادٍ كرة قدم ألماني محترف مقره برلين، كوبنيك [الإنجليزية].
يعود تاريخ تأسيس النادي إلى عام 1906، عندما تأسس سلفه نادي أولمبيا أوبيرشونويدي. خلال الحرب الباردة كان مقر الاتحاد يقع في برلين الشرقية، وبعد توحيد المدينة والشعب في عام 1990 انضم النادي إلى الدوري الألماني. من 2009 إلى 2019 شارك النادي في الدوري الألماني الدرجة الثانية لكرة القدم، ترقى لأول مرة في تاريخه إلى الدوري الألماني في عام 2019. وحقق الفريق إنجازا آخر بالتأهل للدوري الأوروبي لعام 2022.
الملعب الرئيسي للنادي هو ملعب آلته فورشتراي. وهو ثاني أكبر ملعب في العاصمة الألمانية، وظل الملعب الرسمي للفريق منذ افتتاحه في عام 1920. يستضيف الملعب أيضًا حفلات موسيقية وحدث (أغاني عيد الميلاد) السنوي لأعياد الميلاد.

## الإنجازات
- الدوري الألماني
  - الوصيف عام 1923 (باسم "يونيون أوبرشونفايده")
- كأس ألمانيا الشرقية
  - البطل عام 1968
  - الوصيف عام 1986
- كأس ألمانيا
  - الوصيف عام 2001
- كأس برلين
  - البطل أعوام 1947، 1948، 1994، 2007، 2009

## معرض صور

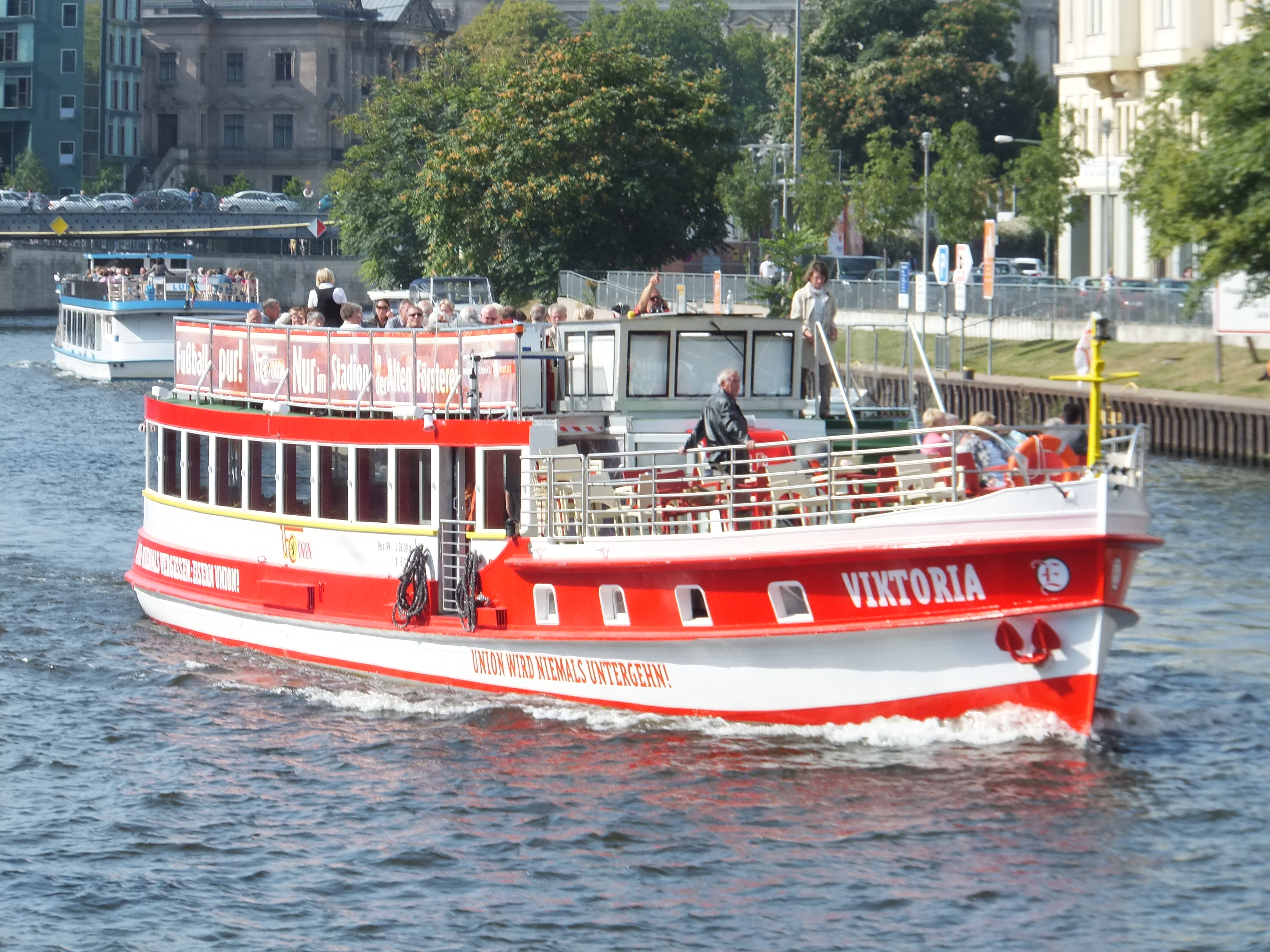
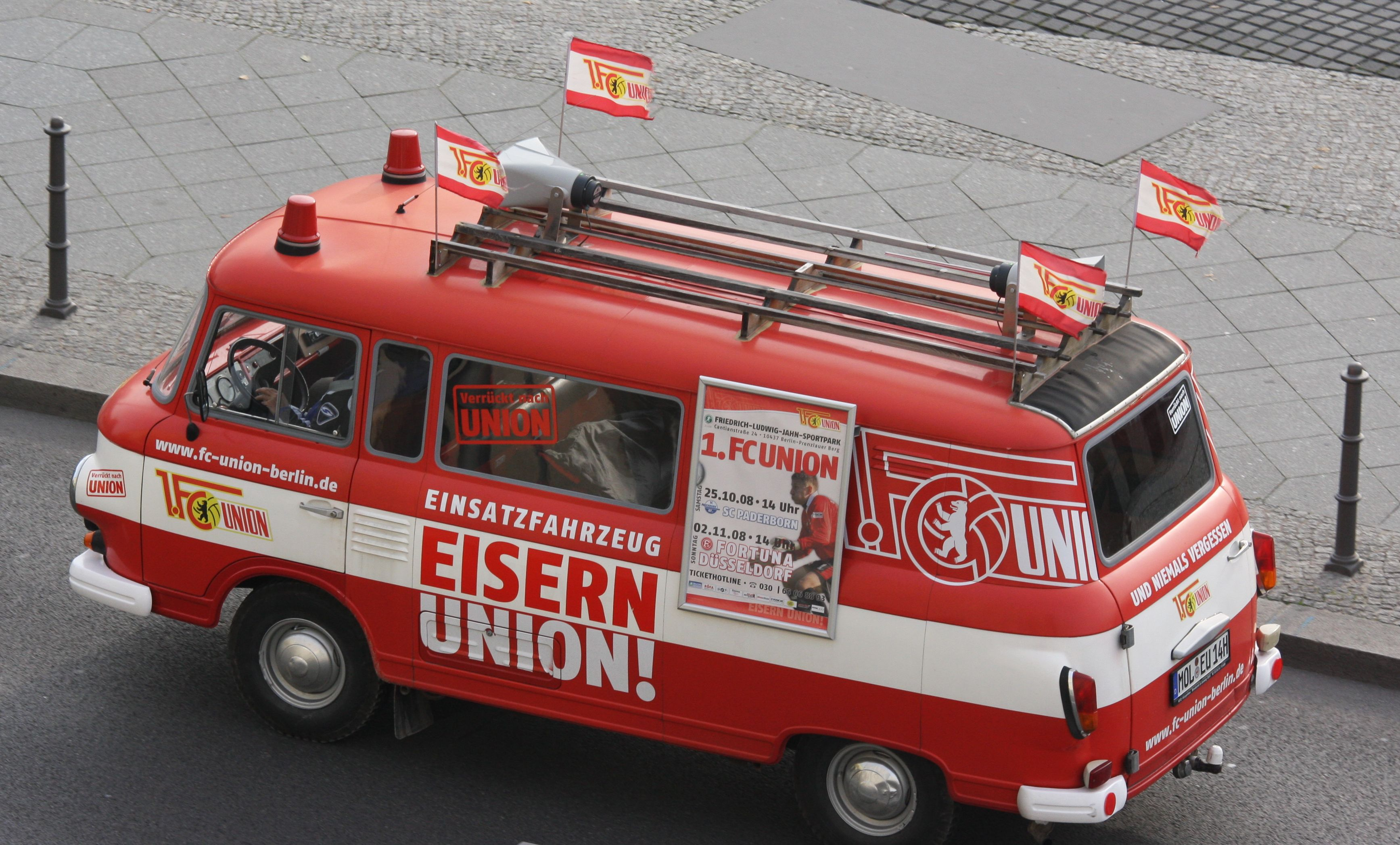
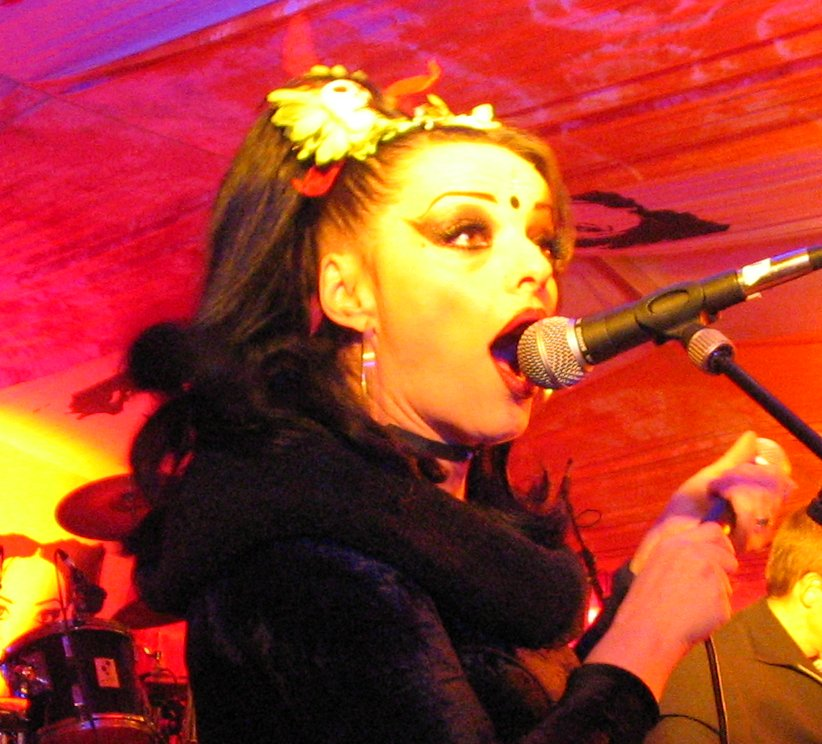
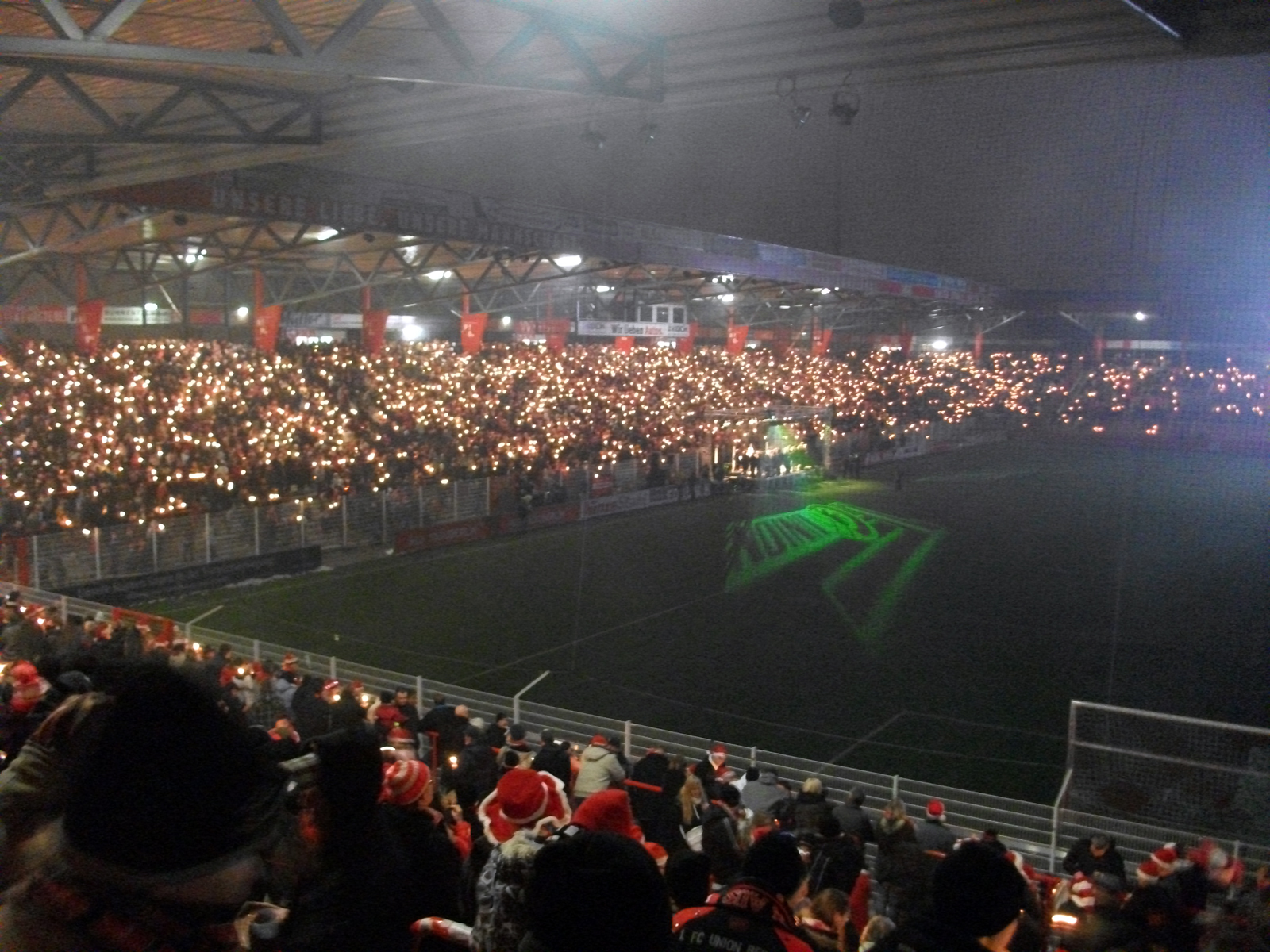

## وصلات خارجية
- الموقع الرسمي للنادي (بالألمانية)